# سامگرلو-زمو سوانتی
سامِگرِلو-زِمُو سوانِتی (به گرجی: სამეგრელო-ზემო სვანეთი) (تلفظ: Samegrelo-Zemo Svaneti) یکی از استان‌های گرجستان است به مرکزیت زوگدیدی.
این استان از دو بخش تکیل شده‌است: سامگرلو و زمو سوانتی.

## سامگرلو

### جغرافیا
سامگرلو قلمرو بین رودهای اینگوری و تسخنیس تسقالی را در بر می‌گیرد که شامل ناحیه کوه پایه‌ای رشته کوه‌های اگریسی است. آب و هوای این ناحیه گرم و مرطوب است.
رودهای سامگرلو: ریونی، خوبی، اینگوری، آباشاوتخوری، عمدتاً از آب باران تغذیه می‌شوند. در این ناحیه تعدادی دریاچه نیز وجود دارد (از جمله دریاچه پالیاستومی) که مجموعاً ۱۸ کیلومتر مربع را در بر می‌گیرند.

### صنعت و اقتصاد
نیروگاه آبی بسیار بزرگی به نام (اینگوری) که بزرگ‌ترین نیروگاه آبی قفقاز است، در این منطقه ساخته شده‌است.
مساحت سامگرلو ۴۳۹۵ کیلومتر مربع است. مساحت اراضی کشاورزی آن ۶٫۱۷۹ هزار هکتار است که ۱٫۶۸ هزار هکتار آن زیر کشت است، در سامگرلو ۴۲۸۴ هکتار باغ میوه (پنج درصد کل باغ‌های گرجستان) و ۱۰۳۷ هکتار تاکستان وجود دارد.
از شهرهای مهم این منطقه از گرجستان، زوگدیدی، پوتی و سناکی می‌باشد. وجود فرودگاه در این شهرها و ارتباطات راه آهن و جاده‌ای موقعیت ممتازی رابه این منطقه از نظر ارتباطی اعطا نموده است. از طرف دیگر عملاً به علت وضعیت سیاسی منطقه خود مختار آبخازیا، عملاً تنها بندر مطمئن تحت نظر مستقیم دولت گرجستان بندر پوتی است.
از کارخانه‌های مطرح این منطقه کارخانهٔ تولید قالی در سناکی است که اکنون به علت واردات مقدار زیادی قالی از ترکیه با مشکلاتی مواجه است.

### کشاورزی
بیشترین محصولات این منطقه چای و محصولات کشاورزی حاره‌ای می‌باشد. منطقهٔ آباشا به تولید مرکبات و مستیا به علت ویژگی‌های جغرافیایی اش برای تولید سیب زمینی و دامداری مساعد است.
از سرمایه گذاران خارجی فعال در منطقه، ترکیه و آلان در صنایع پروسه چوب می‌باشند.

## زمو سوانتی

### موقعیت
سوانتی در سرحدات سرشاخه‌های رود اینگوری قرار دارد. در قسمت مرکزی سوانتی روستاهای مولاخی، موژالی، مستیا، لاتالی، لنجری، بچو و تسخوماری قرار دارند. در این روستاها زمین‌های زیر کشت در ارتفاعات بین ۱۲۰۰ تا ۱۵۰۰ متری از سطح دریا واقع شده‌است.
مستیا مرکز این ناحیه است که از چهار روستا به نام‌های: «ستی، لانچوالا، لختاقی و ولاگامی» تشکیل شده‌است و با شهرهای بزرگ گرجستان ارتباط هوایی دارد.

## جغرافیا
سوانتی متشکل از مناطق کوهستانی بوده و نیز مرکز کوهنوردی قفقاز است، کوهنوردان از جاهای مختلف برای صعود به قله‌های معروف اوشبا، جانگا و شخارا، از رشته کوه‌های قفقاز مرکزی، به این ناحیه عزیمت می‌کنند.